# Marine de 600 navires

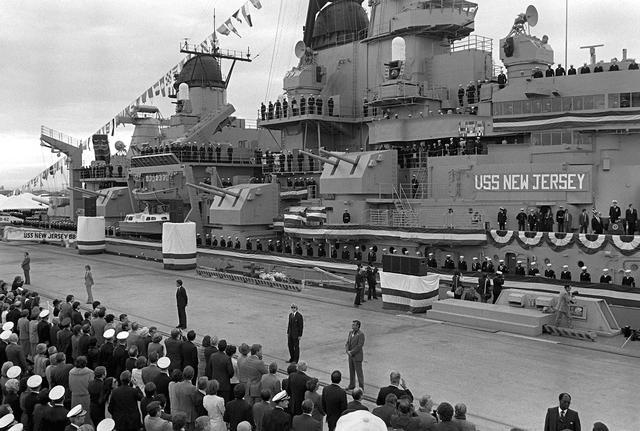
Cérémonie de remise en service de l'. Le président Ronald Reagan y assiste et donne ses ordres au navire.

La marine de 600 navires (the 600 Ship Navy) est un plan stratégique des États-Unis durant les années 1980 pour reconstruire sa flotte de guerre après les coupes qui avaient suivi la fin de la guerre du Viêt Nam, la flotte passant de 752 navires en 1971 à 521 navires en 1981. Le plan qui trouve son origine chez les leaders du Parti républicain était un élément important de la campagne de Ronald Reagan dans la course à l'élection présidentielle américaine de 1980 qui préconisait une forte confrontation stratégique et militaire avec l'Union soviétique, et dans ce cas précis, assurait la supériorité face à la marine soviétique.
Ce programme comprenait le :
- Réarmement des 4 cuirassés de la classe Iowa.
- Maintien en service d'anciens navires.
- Lancement d'un nouveau grand programme de construction.
- Augmentation de la production de porte-avions de la classe Nimitz
- Un total de 15 groupes aéronavals
- 100 sous-marins nucléaires d'attaque

L'idée était soutenue par John Lehman qui devint le secrétaire à la Marine et Caspar Weinberger, le secrétaire à la Défense de Reagan.
Avec l'arrivée de Gorbatchev à la tête de l'URSS et une amélioration des relations entre les deux superpuissances de l'époque, ce projet a été abandonné mais la marine américaine alignait 568 unités en 1987.

## Source
- (en) Cet article est partiellement ou en totalité issu de l’article de Wikipédia en anglais intitulé « 600-ship Navy » (voir la liste des auteurs).

1. ↑  (en) U.S. Navy Active Ship Force Levels, 1917-